# Yaren (okręg wyborczy)
Yaren jest jednym z ośmiu okręgów wyborczych Nauru. Swoim zasięgiem obejmuje dystrykt Yaren. Z tego okręgu wybiera się 2 członków parlamentu. W Yaren znajduje się siedziba parlamentu.
Obecnymi reprezentantami okręgu Yaren w Parlamencie Nauru są Charmaine Scotty (od 2013) i Isabella Dageago (od 2019). W przeszłości, okręg ten reprezentowali:
- Julius Akubor[3],
- Anthony Audoa[4],
- Joseph Audoa[5],
- Alfred Dick[6],
- Pres-Nimes Ekwona[7],
- Leo Keke[8],
- Ludwig Keke[9],
- Dominic Tabuna[10],
- Kieren Keke[11].